# Ukrajinska autokefalna pravoslavna Crkva
Ukrajinska autokefalna (neovisna) pravoslavna Crkva (ukr. Українська автокефальна православна церква); je jedna od tri velike pravoslavne Crkve u Ukrajini. Osnovana je 1921. godine u Kijevu nakon što je Ukrajina u sklopu Ukrajinske Narodne Republike uspostavila po prvi puta nakon dugo vremena svoju neovisnost. Dolaskom boljševističkih snaga Ukrajinska autokefalna pravoslavna crkva svoja je središta premjestila u države Sjeverne Amerike i neke države Europe gdje je prebivala ukrajinska emigracija. Središte Ukrajinske autokefalne pravoslavne crkve nalazi se u Kijevu u Crkvi Sv. Andrija. 
Ukrajinski povjesničari i ostali stručnjaci smatraju da je Ukrajinska autokefalna pravoslavna crkva uz Ukrajinsku grkokatoličku crkvu izvorna sljednica ukrajinske tradicionalne Crkve osnovane 988. godine za knezovanja Sv. Volodimira koji je započeo pokrštvanje Kijevske Rusi. Paradoksalno je to da Ukrajinska autokefalna pravoslavna crkva obuhvaća najmanji broj vjernika u usporedbi s ostale tri jake ukrajinske Crkve što je posljedica kolonizacijske politike i složene ukrajinske povijesti.

## Odnos s drugim ukrajinskim Crkvama
S obzirom na to da je srednjovjekovna Ukrajina bila ključno središte kršćanskog života Istočnih Slavena preko 4. stoljeća te s činjenicom da je Kijevska mitropolija iz 988. osnovana nekoliko stoljeća prije Moskovske, Ukrajinska autokefalna pravoslavna crkva današnjoj Ukrajinskoj pravoslavnoj crkvi Moskovske patrijaršije spočitava prava na sljedbu Ukrajinske crkve iz 10. stoljeća.
Ukrajinska autokefalna pravoslavna crkva često napominje činjenicu da je 1686. godine Carigradska patrijaršija pod turskim okupacijskim pritiskom nelegalno prepustila svoju nadležnost nad Ukrajinskom crkvom u Kijevu i svom Rusi-Ukrajinom jurisdikciji mlađe Moskovske patrijaršije, odnosno danas Ruskoj pravoslavnoj crkvi. S obzirom na to da se još nisu razriješile pravno-političke nesuglasice između Ukrajinskih crkvi Kijevskog i Moskovske patrijaršije, Ukrajinska autokefalna pravoslavna crkva ističe vlastito iskonsko pravo i zagovara jedinstvo tri Ukrajinske pravoslavne crkve pod njezinim vodstvom.

## Vanjske poveznice
- Ukrajinska autokefalna pravoslavna crkva, službene stranice  Arhivirana inačica izvorne stranice od 19. srpnja 2011. (Wayback Machine)
- Ukrajinska autokefalna pravoslavna crkva, stranice u inozemstvu